# مقاطعة جشت شريف
مقاطعة جشت شريف أو مقاطعة جشت هي إحدى مقاطعات ولاية هرات في أفغانستان.